# NT-MDT
NT-MDT (Molecular Devices and Tools for Nanotechnology, также НТ-МДТ) — группа компаний, специализирующаяся в разработке и производстве научного оборудования для нанотехнологических исследований, в частности сканирующих зондовых микроскопов.

## История

### Исследовательская Корпорация МДТ и первые шаги
В октябре 1989 года Виктором Быковым и братьями Михаилом и Павлом Лазаревыми была создана «Исследовательская Корпорация МДТ» (Molecular devices and Technologies). Основными направлениями деятельности «ИК МДТ» были молекулярные технологии.
Первоначально интерес «Исследовательской Корпорации МДТ» концентрировался вокруг возможности использования технологий ленгмюровских плёнок, технологий молекулярной самосборки и применения их в молекулярной электронике. Но поскольку подходящих приборов не было, возникла идея создать собственный сканирующий туннельный микроскоп.
Во многом благодаря активному обмену опытом с другими исследователями на московских семинарах «Молекулярная нанотехнология и наноэлектроника» (проводились Виктором Быковым и Павлом Лазаревым с 1988 по 1992 года) и различных конференциях к 1990 году группе разработчиков удалось создать десять туннельных микроскопов STM-МДТ-1-90. Они давали атомарное разрешение, для них были разработаны контроллеры на полностью советской элементной базе и программном обеспечении. В том же году компания осуществила первую поставку своего СТМ в НИИФП им. Лукина и Институт Кристаллографии РАН, в последнем он до сих пор исправно работает.
Параллельно развивались и другие направления исследований, более простые и ориентированные на потребительский рынок. В 1991 год Михаил Лазарев высказал идею создания первого в мире водорастворимого β-каротина, и группа разработчиков во главе с Виктором Быковом и Павлом Сотниковым начала работать над этим проектом. Препарат был разработан и промышленно выпускается с 1994 года, сейчас продаётся в аптеках под маркой «Веторон». В 1991—1992 годах компания занималась проектом малого самолёта-амфибии «Приз-МДТ» совместно со специалистами из КБ Сухой. Разработка удостоилась награды в 1991 году на авиасалоне в Ле-Бурже, однако в итоге она не была завершена.
При этом совместно с НИИФП им. Лукина сотрудники компании продолжали заниматься вопросами построения сложных структур на базе технологии Ленгмюра-Блоджетт, и в 1991 году в издании Macromolecular Chemistry была размещена их первая публикация.
В 1991 году профессор Николини из университета Генуи стал первым зарубежным заказчиком корпорации: он приобрёл две ЛБ-установки и два СТМ, которые были поставлены и запущены к октябрю 1992 года. Успешные совместные работы с профессором Николини вызвали интерес итальянской компании ASSE-Z, и в 1994 году первые пять СТМ были им сданы для последующей коммерциализации. Тогда же корпорация получила первые российские заказы на ЛБ-установки, а также был зарегистрирован первый патент на «Сканирующий туннельный микроскоп и головку для него».
К 1992 году «Исследовательская Корпорация МДТ» представляла собой холдинг и состояла из 4 предприятий:
- НТ-МДТ, производящая оборудование для молекулярной нанотехнологии: мультимодовые сканирующие зондовые микроскопы, изделия микромеханики (кантилеверы, тестовые решётки для калибровки СЗМ), установки для исследования Ленгмюровских плёнок, формирования и модификации плёнок Ленгмюра-Блоджетт.
- Рида-МДТ занималась разработкой оригинальных конструкций малых самолётов-амфибий («Приз» и «Пони»), совместно с Московским авиационным производственным объединением им. Дементьева (выпускающим истребители МиГ) организовано производство «Пони».
- НПП Аква-МДТ выпускала биологически активные препараты β-каротина на основе оригинальной технологии молекулярного диспергирования препаратов в мицеллы субмикронных размеров. АКВА-МДТ занималась и разработками новых молекулярно-диспергированных пищевых и лекарственных препаратов.
- Восток-МДТ (совместное предприятие с "Рыболовецким колхозом "Восток-1") организовало исследования, разработки и производство продукции на основе хитина, хитозана и их химических модификаций.

### Выход на рынок СЗМ
Разработав и выпустив несколько СТМ-приборов, компания продолжила расширять функционал своих микроскопов. В 1995 году в Университет Тампере(Финляндия) был продан первый комбинированный прибор Solver P4, который мог работать в режиме атомно-силовой микроскопии, контролируя при сканировании силу взаимодействия зонд-образец.
Тогда же произошли ещё несколько важных событий. СЗМ-приборами заинтересовались в Министерстве экономики, при содействии нобелевского лауреата Александра Прохорова был получен крупный беспроцентный кредит, на который фирма продолжила развивать линейку микроскопов. Появились заказы от российских институтов. Наконец, с помощью атомно-силового микроскопа удалось получить качественные изображения ЛБ-плёнок. Оказалось, что их поверхность значительно отличается от того, какой она предполагалась, и поэтому дальнейшие работы в направлении «молекулярная электроника» были свёрнуты.
В 1996 году был заключён контракт на Solver P4 с университетом Реймса(Франция). В 1997 году на выставку в Гамбург сотрудники компании привезли Solver P47 — прибор нового поколения, отвечавший всем требованиям сканирующей зондовой микроскопии на тот момент. Результатом выставки была продажа прибора в Нидерланды профессору Вим де Жо. После этого с 1998 года фирма начала обретать широкую популярность за рубежом, получив заказы из Италии, Нидерландов, Франции, Канады, Китая, Венгрии, Израиля, Японии и Турции.
Линейка приборов Solver, стартовав с простого P4, непрерывно расширялась. В 1997 году был получен грант Министерства науки на разработку сверхвысоковакуумного СЗМ (Solver-P7-UHV-MDT), произошло знакомство с профессором Петром Жданом, руководителем межфакультетской исследовательской лаборатории университета Сюррея, совместно с которым был разработан прибор Stand Alone Smena. В 1998 году президент компании Digital Instruments доктор Вирджил Элингс обеспечил компанию NT-MDT заказом десяти Stand Alone Smena, что существенно поддержало компанию. В том же году появился первый прибор для больших образцов Solver LS с ручными подвижками, а также началось сотрудничество с японским концерном Tokio Instruments по разработке прибора Nanofinder, который комбинировал СЗМ и спектральные методы исследования поверхности.
За период 1998—2002 годы компания значительно расширила своё влияние на отечественном и зарубежном рынках. В это время были установлены первые дистрибьюторские отношения (Голландия, Япония), открыт офис в Голландии, налажено совместное с НИИФП им. Лукина производство кантилеверов на продажу.

### Учебные приборы

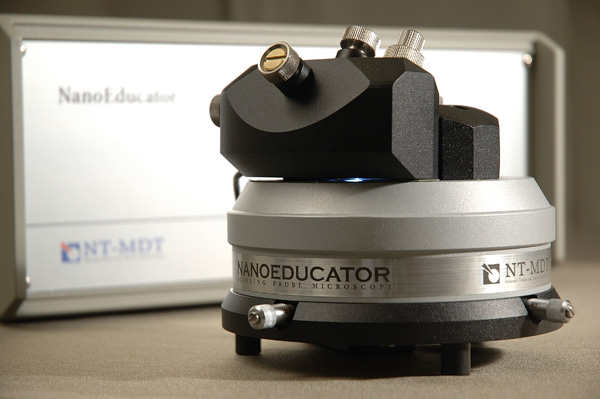
NanoEducator

В 2001 году Александр Голубок высказал идею о создании сканирующего зондового микроскопа для школьников и студентов, которую поддержал В. Быков. И в 2002 году была разработана концепция платформ NanoEducator.
Первая платформа представляла собой модели упрощённых СЗМ, которые можно было бы массово поставлять в вузы для проведения работ по сканирующей зондовой микроскопии. При помощи Фонда содействия развитию малых форм предприятий в научно-технической сфере Ивана Бортника идея была реализована. В 2003 году открылось предприятие «НТ-СПб» и там, под руководством Александра Голубка, началась разработка прибора NanoEducator.
В 2005 году в Техническом университете Эйндховена и Нижегородском государственном университете реализована программа обучения для студентов 1-го курса на базе класса NanoEducator. К 2009 году прибор и обучающие программы СЗМ стали широко известны в России: учебно-научные комплексы NanoEducator были поставлены в 35 учебных заведений по всей стране.
В 2012 году был реализован новый учебный СЗМ NanoEducator II второго поколения, включающий все плюсы NanoEducator I и возможность проведения метрологических измерений с атомарным разрешением. Был создан новый дизайн корпуса и контроллера.

### Нанолаборатории

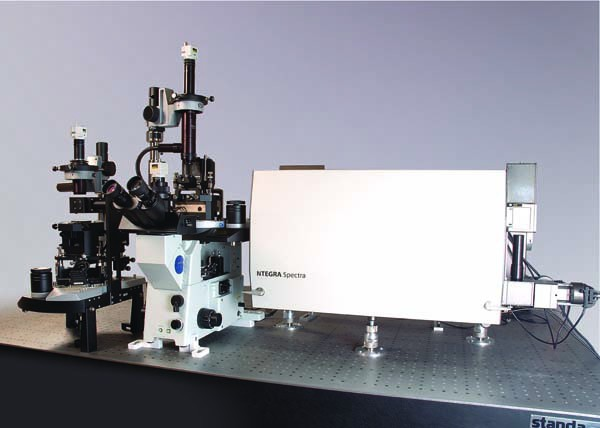
Ntegra Spectra

Параллельно с платформой NanoEducator развивалась система Ntegra, относящаяся к классу научных приборов. Гибкая конструкция позволяла реализовать разнонаправленные конфигурации с использованием универсальных базового основания, контроллера и Windows- ориентированного софта. В 2001 году был получен кредит от Фонда технологического развития на разработку прибора Наноспектр, который впоследствии стал одной из моделей линейки — Ntegra Spectra.
Данная конфигурация позволяла совмещать два мощных средства анализа материалов: СЗМ, люминесцентную и рамановскую спектроскопию. Продажи линейки начались в 2004 году и продолжаются вплоть до текущего момента.
Новый контроллер, используемый в Ntegra, позволял держать дополнительные обратные связи, что дало возможность корректировать движение сканеров по полю образца с помощью специальных ёмкостных датчиков. Эта технология значительно улучшила точность получаемых измерений и впоследствии была даже ограниченно интегрирована в ряд старых моделей Solver.
Отдельным пунктом стала мобильная нанолаборатория Solver Pipe, разработанная совместно с профессором Петром Жданом. Она представляет собой СЗМ для промышленной нанодефектоскопии.

### Нанотехнологические комплексы
В 2004 году руководство компании познакомилось во Франции с фирмой Orcay Physics, которая производила колонны для модификации поверхности фокусированными ионными пучками. Тогда возникла совершенно новая идея создания технологического комплекса для производства и исследования элементной базы микроэлектроники.
Таким образом, в 2005 году стартовал проект Нанофаб. Современный нанотехнологический комплекс включал в себя несколько модулей, соединённых между собой трубами-манипуляторами и откачанных до сверхвысокого вакуума. В 2006 году изготовленный прототип Нанофаба, который до сих пор успешно эксплуатируется в центре нанотехнологий НИУ МИЭТ, был показан высшему руководству страны. В 2008 году был осуществлён запуск в эксплуатацию улучшенной модели «Нанофаб 100» в Южном федеральном университете. Позднее «Нанофаб 100» был установлен в НИИФП им. Лукина, Тюменском государственном университете. Более совершенная модель «Нанофаб 100+» была установлена в Курчатовском институте.

### Автоматизированные системы
В 2006 году компания начала разработку прибора Next, автоматизированного модуля СЗМ простого в использовании и получении результатов. Работа шла как над начинкой самого прибора, так и над программным обеспечением: оно должно было алгоритмизировать максимум сложных операций, которые ранее невозможно было выполнять без глубокого знания теории и предварительной тренировки.
В 2009 году был выпущен универсальный цифровой контроллер для управления практически всеми типами СЗМ, производимыми компанией. В одной из своих конфигураций он позволил использовать несколько синхронных детекторов одновременно и работу с высокоскоростными АЦП. Все эти новшества дали доступ к новейшим методикам СЗМ-исследований: Hybrid (сканирующая силовая спектроскопия), 1-проходному методу зонда Кельвина и др. В частности, методика Hybrid, зарегистрированная компанией НТ-МДТ, позволяет проводить количественный расчёт вязко-эластических параметров поверхности — задача максимум, стоявшая перед атомно-силовой микроскопией с момента её изобретения.
В 2012 году вышел новый сканирующий зондовый микроскоп Titanium — продолжение Next с расширенными функциями автоматизации: был изобретён новый тип кантилеверов — многозондовый Cartridge. Он содержит в себе 38 зондов, что существенно облегчает эксплуатацию для рядовых пользователей. Также существенным отличаем от Next является полностью титановый корпус, что в свою очередь делает его самым бесшумным и термостабилизированным из всей линейки микроскопов NT-MDT.

## Деятельность

### Сканирующие зондовые микроскопы
Компания выпускает несколько линеек сканирующих зондовых микроскопов, предназначенных для разных видов научных исследований и ориентированных на широкий круг исследователей (от школьников до специалистов в разных областях науки):

#### Модульные микроскопы
- Ntegra — универсальный микроскоп для лабораторных исследований, включающий в себя следующие модификации: Aura, Prima, Vita, Solaris, Maximus.
- Ntegra Spectra — объединение СЗМ и конфокальной микроскопии, рамановской микроскопии

#### АвтоматизированныеСЗМ
- Spectrum — автоматизированная версия Ntegra Spectra (автоматические позиционирование образца, юстировка системы лазер-кантилевер-фотодиод, получение обзорных изображений с высоким разрешением (MultiScan)).
- NEXT — сзм, обладающий полным набором современных методик со скриптовым функционалом, упрощающим многие трудоёмкие процедуры подготовки к эксперименту, технология MultiScan, юстировка системы лазер-кантилевер-фотодиод.
- Titanium — продолжение линейки NEXT с укреплённым титановым корпусом для максимальной термостабилизации и картриджными зондами, позволяющий получать высококачественные результаты при минимальной затрате усилий
- OPEN — автоматизированный микроскоп средней ценовой категории.
- LIFE — автоматизированный микроскоп, интегрированный с инвертированным оптическим микроскопом АСМ, нацеленный на исследование биологических объектов.

#### Специальные микроскопы
- NanoEducator — упрощённый СЗМ для школьников и студентов
- Solver Pipe — СЗМ для анализа поверхности больших конструкционных объектов.

### Технологическое оборудование
- НАНОФАБ 100 — сверхвысоковакуумный научно-технологический комплекс, предназначенный для разработки и создания элементов наноэлектроники, а также для проведения фундаментальных исследований в этой области.
- НАНОФАБ 25 — сверхвысоковакуумный научно-технологический комплекс для изучения процессов формирования тонких плёнок
- ЭТНА 100 — линейка технологических установок плазмохимического травления и магнетронного напыления.

### Прочие проекты
Корпорация NT-MDT осуществляет проектирование и монтаж чистых комнат и зон разного класса чистоты в различных учреждениях.
Также NT-MDT участвовала в модернизации Курчатовского источника синхротронного излучения, в частности создала:
- Исследовательские станции спектроскопии стоячих рентгеновский волн («ФАЗА»), фотоэлектронной спектроскопии (ФЭС) и защитных домиков для размещения станций.
- Каналы вывода синхротронного излучения для станции ФЭС,
- Каналы вывода синхротронного излучения исследовательской станции НАНОФАБ-2 и защитные домики для неё.
- Здание с воздухоразделительной установкой Аж Кж 1/1, которая выробатывает 20 тонн азота в сутки.

### Аксессуары
Компания предоставляет широкую линейку аксессуаров для СЗМ: кантилеверы, тестовые образцы, предназначенные для калибровки микроскопов.

### Программное обеспечение
Одним из самых важных аспектов сканирующей зондовой микроскопии является цифровая обработка полученных микроскопом данных. Всё оборудование компании работает на собственном программном обеспечении Nova, которое регулярно обновляется.
Также существует мобильное приложение под iOS MDTServer, которое позволяет хранить на смартфоне, обмениваться с другими устройствами на Mac OS X и Windows и просматривать в 2D- и 3D-формате полученные на микроскопе сканы образцов.

## Интересные факты
- NT-MDT стала первой компанией, сделавшей ПО под систему Mac OS X для СЗМ[15]
- NT-MDT также является базовым предприятием кафедры микро- и наноэлектроники факультета физической и квантовой электроники МФТИ[16].
- В лаборатории Центра прорывных исследований «Искусственные когнитивные системы» ТГУ на «НаноФабе 100» в 2012 году был получен первый российский мемристор[17].
- Самое частое упоминание Зеленограда в мировых СМИ связано с именем группы компаний NT-MDT[18].
- В 2011 году аналитическое агентство Future Market Inc. подсчитало, что доля NT-MDT на мировом рынке СЗМ составляет 16 %, что соответствует второму месту в мире.[19]

## Награды
- 2014 — Знак «Российская нанотехнологическая продукция»[20]
- 2014 — RUSNANOPRISE —

«…за разработку и коммерциализацию оборудования, зондов и методик для исследования оптических и физико-химических свойств объектов на нанометровом уровне…»— Международная премия в области нанотехнологий
- 2012 — R&D100 — SPECTRUM[22]
- 2011 — R&D100 — Nanoeducator II[23]
- 2010 — Frost & Salivan Best Practices Award — NTEGRA Spectra:

«…За существенный вклад в развитие отрасли и создание конкурентно способной продукции, занявшей ведущее положение на потребительском рынке.…»— Frost & Salivan
- 2009 — R&D100 — Solver NEXT[25]
- 2006 — R&D100 — NTEGRA Spectra[26]
- 2005 — Знак ордена святого Александра Невского «За труды и Отечество» третьей степени.